# Z-Antrieb

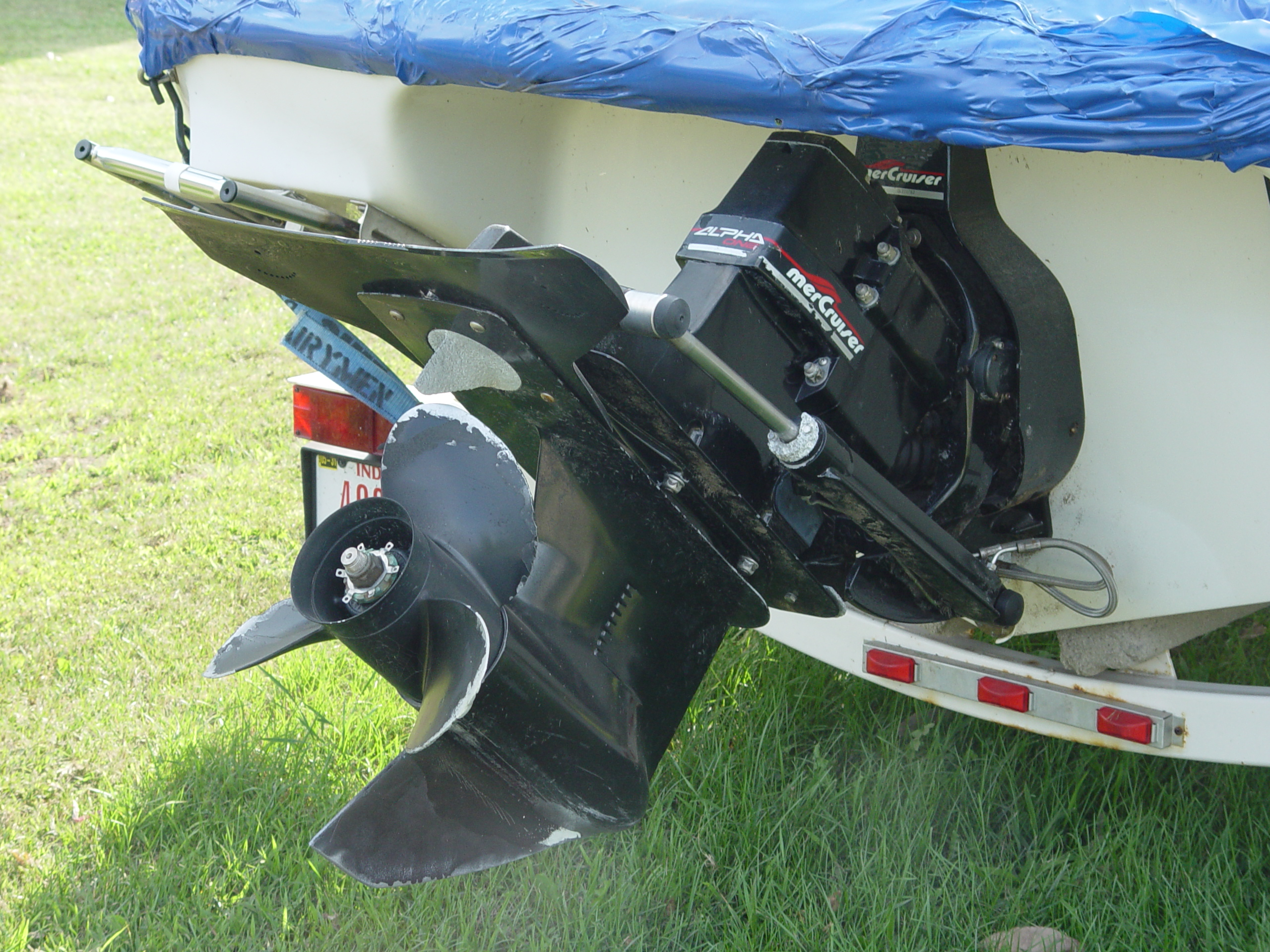
Ein Z-Antrieb

Der Z-Antrieb ist ein wegen seiner Bauform so genanntes Getriebe mit Kupplung für Motorboote sowie für kleinere Arbeitsfahrzeuge und Binnenschiffe. Dieser Antrieb ist an der Spiegelplatte befestigt und befindet sich somit außerhalb des Bootes, der Motor dagegen im Inneren des Rumpfes. Die waagrecht aus dem Motor austretende Welle wird Z-förmig zur tiefer liegenden Propellerwelle weitergeleitet.
Von Volvo wurde der Z-Antrieb 1959 vorgestellt. An schnellen Sportbooten unter 10 Metern (33 Fuß) Länge ist dies eine sehr häufige Antriebsart, die die Vorteile von Innen- mit denen von Außenbordmotoren verbinden soll. Im Vergleich zu reinen Innenbordmotoren und klassischen Wellenanlagen sind Boote mit Z-Antrieben wesentlich manövrierfähiger. Außerdem ist die Palette der sparsamen und leistungsstarken Dieselmotoren bei Außenbordern nur sehr klein, während im Innenborderbereich einschließlich alternativer Antriebskonzepte die Auswahl größer ist; es können Automobilmotoren eingesetzt werden.
Ein wichtiger Vorteil des Z-Antriebs ist die Möglichkeit zur Trimmfunktion, bei der die Neigung der Antriebseinheit verstellt werden kann. Dadurch wird die Gleitfahrt optimiert und der Kraftstoffverbrauch gesenkt. Da der Motor bei Z-Antrieben im Bootsrumpf verbaut ist, fällt die Geräuschentwicklung in der Regel geringer aus; gleichzeitig ist der Motor vor Beschädigungen geschützt. Allerdings liegen die mechanischen Teile der Antriebseinheit ständig im Wasser, was sie anfälliger für Korrosion und Schäden durch Treibgut macht. Nach Salzwassereinsätzen wird daher eine gründliche Spülung und regelmäßige Kontrolle empfohlen.
Ein weiterer Vorteil des Z-Antriebes in Kombination mit einem Innenborder ist sein Preis, ein vergleichbarer Außenborder ist teurer als ein Innenborder mit Z-Antrieb. Allerdings sind die Gelenkverbindung zwischen dem Z-Antrieb und dem Bootsrumpf sowie deren Dichtungen und beweglichen Teile einem Verschleiß unterworfen (der klassische Außenbordmotor weist solche Probleme fast nicht auf).